# Diffembach-lès-Hellimer
Diffembach-lès-Hellimer – miejscowość i gmina we Francji, w regionie Grand Est, w departamencie Mozela.
Według danych na rok 1990 gminę zamieszkiwały 333 osoby, a gęstość zaludnienia wynosiła 58 osób/km² (wśród 2335 gmin Lotaryngii Diffembach-lès-Hellimer plasuje się na 721. miejscu pod względem liczby ludności, natomiast pod względem powierzchni na miejscu 943.).